# Sümegh László
| Sümegh László                             | Sümegh László                                                           |
| Kattints az alábbi külső linkek egyikére! | Kattints az alábbi külső linkek egyikére!                               |
| ----------------------------------------- | ----------------------------------------------------------------------- |
| Nem található szabad kép.(?)              |                                                                         |
| külső link · jogvédett                    | Elhunyt Sümegh László. Újbuda. 2024. augusztus 16.                      |
| külső link · jogvédett                    | Sümegh László kapta a Pro Cultura díjat. Újbuda Ügyintézés. 2024.01.30. |
| külső link · jogvédett                    | Sümegh László Író Hivatalos Oldala. Újbuda.                             |

Sümegh László (Budapest, 1945. február 10. – Budapest, 2024. augusztus 15.) pedagógus, kémia–fizika szakos tanár, gimnáziumi igazgató, író, az 1989-es rendszerváltást követő katolikus kerettanterv egyik fejlesztője.

## Családi háttér
A zene iránti tehetségét anyai dédnagyapjától Andreas Vogltól (Vogl Andrástól) örökölhette, aki a bécsi Császári-királyi Udvari Operaházban volt szólamvezető.  A híres zenészt Gustav Mahler igazgató 1897-ben hívta Magyarországra, az akkor még alig több mint egy évtizede működő Magyar Királyi Operaházba. Természettudományok iránti érdeklődését elsősorban kiváló matematikusi képességekkel rendelkező apjától örökölte.

## Életpályája
Érettségi után megalapítja a SIGMA együttest. A zenekarnak néhány rádiós és televíziós szereplésen kívül egy hanglemeze jelent meg (1963–1968) Qualiton SP 335 1966
Egyetemi éveinek első felében az Egyetemi Színpad könnyűzenei vezetője.
Diploma után tanított az Óbudai Árpád Gimnáziumban, a Zalka Máté Katonai Műszaki Főiskolán, (rendszerváltozás után Bolyai János Katonai Műszaki Főiskola), valamint a Széchenyi István Távközlési Műszaki Főiskola fizika tanszékén. Mellette a Terézvárosi Dolgozók Gimnáziumában és a Rajkó-Talentum Tánc- és Zeneművészeti Iskolában volt óraadó tanár.
1994-től 2007-ig igazgató a budai Szent Margit Gimnáziumban, illetőleg annak jogelődjében, a Kaffka Margit Gimnáziumban.
Tanári pályájának kezdetétől rendszeresen tart előadásokat természettudományos, zenetörténeti és teológiai témákban művelődési, valamint közösségi házakban, iskolákban.
Az 1989-ben újraalakuló Kereszténydemokrata Néppártnak a kezdetektől tagja, 2005–2021-ig a XI. Kerületi Alapszervezet gazdasági vezetője.
Az Albertfalvi Keresztény Társaskör alelnöke 2002 és 2012 között.
2002-től 2007-ig a Képmás Magazin szerkesztőségi munkatársa.
„Albertfalva krónikása” (2013–). Az Albertfalvi Lokálpatrióta Egyesület alelnöke (2017–).

## Művei
- Világkép-más. Előadások, tanulmányok, tárcák; Sásdi Kiadó és Nyomda Kft., Budapest, 2004
- Akkor és most (novellák, tárcák), Sásdi Kiadó és Nyomda Kft., Budakalász, 2009
- Ausztriai anziksz (kulturális útinapló), Sásdi Kiadó és Nyomda Kft Budakalász, 2010
- Albertfalvi történetek (tárcák, novellák), TINTA Könyvkiadó, Budapest, 2013[16]
- Húsz esztendő Albertfalváért (társszerző), albertfalvi plébánia kiadása, 2013
- Új ausztriai anziksz (kulturális útinapló); átdolg., bőv. kiad.; TINTA Könyvkiadó, Budapest, 2014
- Hit, élet és tudomány. "Sokan vannak a meghívottak, de kevesen a választottak" (Mt 22,14). Előadások; TINTA Könyvkiadó, Budapest, 2016[17]
- Természettudós papok, keresztény pap tudósok (életrajzok), TINTA Könyvkiadó, Budapest, 2016[18]
- Albertfalvi emlékképek (novellák, tárcák), TINTA Könyvkiadó, Budapest, 2018[19]
- Két évezred zarándoka. Szentföldi zarándokút. Zarándokként Aachenben; Tinta, Budapest, 2020[20]
- Albertfalva 200 éves (társszerző) TINTA Könyvkiadó, Budapest, 2021

## Díjak, kitüntetések
- Honvédelmi Érdemérem 1980 és 1985
- Szent Gellért-díj arany fokozata
- Albert herceg-díj 2019
- Pro Cultura Újbuda 2024[21]

## Híressé vált tanítványai
- Balázs János Kossuth-díjas zongoraművész
- Nyári Károly Prima-díjas előadóművész
- Mága Zoltán Liszt Ferenc-díjas hegedűművész
- Roby Lakatos hegedűvirtuóz
- Lendvay József Liszt Ferenc-díjas hegedűművész, érdemes művész